# Julgoldita-(Mg)
La julgoldita-(Mg) és un mineral de la classe dels silicats, que pertany al grup de la pumpel·lyïta. Rep el seu nom de Julian Royce Goldsmith, mineralogista i geoquímic de la Universitat de Chicago, Estats Units, i del seu contingut en magnesi.

## Característiques
La julgoldita-(Mg) és un sorosilicat de fórmula química Ca₂(MgFe³⁺₂)(Si₂O₇)(SiO₄)(OH)₂(H₂O). Va ser aprovada com a espècie vàlida per l'Associació Mineralògica Internacional l'any 1973. Cristal·litza en el sistema monoclínic.
Segons la classificació de Nickel-Strunz, la julgoldita-(Mg) pertany a «09.B - Estructures de sorosilicats amb grups barrejats de SiO₄ i Si₂O₇; cations en coordinació octaèdrica [6] i major coordinació» juntament amb els següents minerals: al·lanita-(Ce), al·lanita-(La), al·lanita-(Y), clinozoisita, dissakisita-(Ce), dol·laseïta-(Ce), epidota, epidota-(Pb), khristovita-(Ce), mukhinita, piemontita, piemontita-(Sr), manganiandrosita-(La), tawmawita, manganipiemontita-(Sr), ferrial·lanita-(Ce), clinozoisita-(Sr), manganiandrosita-(Ce), dissakisita-(La), vanadoandrosita-(Ce), uedaïta-(Ce), epidota-(Sr), al·lanita-(Nd), ferrial·lanita-(La), åskagenita-(Nd), zoisita, macfal·lita, sursassita, julgoldita-(Fe2+), okhotskita, pumpel·lyïta-(Fe2+), pumpel·lyïta-(Fe3+), pumpel·lyïta-(Mg), pumpel·lyïta-(Mn2+), shuiskita, julgoldita-(Fe3+), pumpel·lyïta-(Al), poppiïta, ganomalita, rustumita, vesuvianita, wiluïta, manganovesuvianita, fluorvesuvianita, vyuntspakhkita-(Y), del·laïta, gatelita-(Ce) i västmanlandita-(Ce).

## Formació i jaciments
Va ser descoberta a Sugashima, a la ciutat de Toba de la prefectura de Mie (Regió de Kinki, Japó), l'únic indret on ha estat trobada aquesta espècie mineral.